# Zyprische Fußballnationalmannschaft der Frauen
Die zyprische Fußballnationalmannschaft der Frauen repräsentiert die Republik Zypern im internationalen Frauenfußball. Die Auswahl ist dem Zyprischen Verband unterstellt.
Die Mannschaft war von Mai 2006 bis Januar 2013 inaktiv, der Verband konzentrierte sich in dieser Zeit auf die beiden Juniorinnen- und Jugendauswahlteams, um eine besser ausgebildete Spielerinnenbasis zu schaffen. Zuvor war das Team auch wenig erfolgreich; es hatte jedes seiner fünf Spiele verloren und noch an keinem Wettbewerb teilgenommen.
Am 22. März 2013 wurde die Mannschaft erstmals in der FIFA-Weltrangliste geführt und belegte dort Platz 104. Da viele Mannschaften außerhalb Europas lange Zeit nicht mehr aktiv waren und dadurch aus der Wertung fielen, kletterte die Republik Zypern im Dezember 2013 auf Rang 97.

## Freundschaftsspiele
Im Jahr 2002 fanden drei Freundschaftsspiele gegen Griechenland statt, die alle verloren wurden. 2006 gab es zwei weitere Länderkämpfe: ein Heimspiel gegen Israel wurde mit 1:6 verloren, ein Spiel in der Slowakei endete mit einer 0:6-Niederlage.
Am 12. Januar 2013 fand in Paphos nach fast sieben Jahre Pause wieder ein Spiel statt, das gegen Malta mit dem ersten Punktgewinn (1:1) endete.

## Nachwuchsmannschaften
2007 nahm mit der U-17-Mannschaft erstmals ein zyprisches Frauenteam an einem internationalen Wettbewerb teil. Mittlerweile gibt es auch ein U-19-Team. Diese beiden Nachwuchsmannschaften werden zunächst ebenfalls von Chrysostomos Iakovou betreut. Die aktuell von Tziovana Chartoupallou trainierte U-19-Mannschaft nahm an der Qualifikation für die U-19-Fußball-Europameisterschaft der Frauen 2013 teil, scheiterte aber in der ersten Qualifikationsrunde. Auch für die U-19-Fußball-Europameisterschaft der Frauen 2014 hatte die Republik Zypern eine Mannschaft gemeldet.

## Turnierbilanz
Die Republik Zypern nahm bisher nicht am seit 2008 jährlich im März in der Republik Zypern stattfindenden Zypern-Cup teil. Auch für die WM-Qualifikation 2015, die EM-Qualifikation 2017 und  die WM-Qualifikation 2019 wurde keine Mannschaft gemeldet. Seit 2016 veranstaltet der zyprische Verband aber den Aphrodite Cup, der jeweils kurz nach dem Zypern-Cup stattfindet und an dem einige der schwächsten europäischen Mannschaften teilnehmen.
Ab August 2019 nahm die Mannschaft erstmals an einem Qualifikationswettbewerb teil, der Qualifikation zur Fußball-Europameisterschaft der Frauen 2022. Sie verlor alle Spiele und konnte als einzige Mannschaft kein Tor erzielen.
Auch an der Qualifikation für die WM 2023 nahm die Mannschaft teil und traf dabei auf die Niederlande, Island, Tschechien und Belarus. Nach sechs von acht Spielen, in denen nur ein Punkt geholt wurde, hatte die Mannschaft keine Chance mehr sich für die WM-Endrunde zu qualifizieren. Auch die beiden letzten Spiele wurden verloren, wobei es mit 0:12 gegen Europameister Niederlande die höchste Niederlage gab.

### Nations League
- 2023/24: Liga C3 – 3. Platz, Verbleib in Liga C
- 2025: Liga C2 – 2. Platz, Play-off gegen Albanien